# Money (chanson de David Guetta)
Pour les articles homonymes, voir Money.
Singles de David Guetta
Just for One Day (Heroes)
(2003) Stay
(2004)
Money est une chanson du DJ français David Guetta en collaboration avec le chanteur américain Chris Willis. Première chanson extraite de l'album Guetta Blaster, en France le titre est sorti en CD Single, le 24 mai 2004. Cette chanson est la B.O du film People Jet Set 2 avec José Garcia. Le riff de guitare est très proche de celui de Quand la musique est bonne de Jean-Jacques Goldman.

## Classement par pays
| Pays                          | Meilleure position |
| ----------------------------- | ------------------ |
| France                        | 63                 |
| Belgique Wallonie             | 12                 |
| Suisse                        | 52                 |
| France club 40 Diffusion club | 6                  |

## Format et Listes des pistes
CD-Maxi Virgin EMI	31/05/2004
- 1. 	Money (Extended version)		6:53
- 2. 	Money (Wally Lopez Remix)		7:51
- 3. 	Money (Dancefloor Killa Remix)		7:08